# Maya Banks
Maya Banks es una novelista estadounidense.

## Carrera
Banks ha escrito cerca de 50 novelas. Su historia No Place to Run hizo parte de la lista de best-sellers de The New York Times en diciembre de 2010, mientras que muchas otras de sus novelas han entrado en listas similares en USA Today. En septiembre de 2012, Berkley Books anunció el lanzamiento de una trilogía de Banks, con algunas similitudes con la saga Fifty Shades of Grey, protagonizada por tres billonarios. En una entrevista en 2013, Banks afirmó que no había leído Fifty Shades of Grey, ya que normalmente evita leer novelas escritas en primera persona. Añadió que muchos lectores de su serie Sweet la acusaron de ser una simple copia de Fifty Shades, sin tener en cuenta que su novela se publicó algunos años antes. En 2013, Banks firmó un contrato con Avon Books para el lanzamiento de tres novelas.

## Vida personal
La autora vive en Texas con su esposo y sus tres hijos. Cuando escribe prefiere los ambientes tranquilos y evita escuchar música con letra.